# Корнелювка (Люблінське воєводство)
Корнелювка (пол. Kornelówka) — село в Польщі, у гміні Ситно Замойського повіту Люблінського воєводства.
Населення — 439 осіб (2011).
У 1975-1998 роках село належало до Замойського воєводства.

## Демографія
Демографічна структура станом на 31 березня 2011 року:
|          | Загалом | Допрацездатний вік | Працездатний вік | Постпрацездатний вік |
| -------- | ------- | ------------------ | ---------------- | -------------------- |
| Чоловіки | 222     | 41                 | 150              | 31                   |
| Жінки    | 217     | 46                 | 112              | 59                   |
| Разом    | 439     | 87                 | 262              | 90                   |